# Destiny Fulfilled ... And Lovin' It
Destiny Fulfilled... And Lovin' It Tour (tạm dịch: Tour diễn Số Mệnh Hoàn Tất... Và Hãy Yêu Nó) là một tour lưu diễn thế giới được thực hiện bởi nhóm nhạc nữ người Mỹ Destiny's Child. Tour diễn đã được thực hiện tại 16 quốc gia khác nhau, trong đó có Úc, Nhật Bản, Trung Đông, Châu Âu, và Nam Mỹ với tổng cộng 67 buổi diễn. Theo tạp chí Billboard, tính riêng tại Mỹ, nhóm đã đạt doanh thu khoảng $70.8 triệu đô-la và trở thành tour diễn của một nhóm nhạc pop hay R&B có doanh thu cao nhất, kể từ FanMail Tour của nhóm TLC.

## Thực hiện

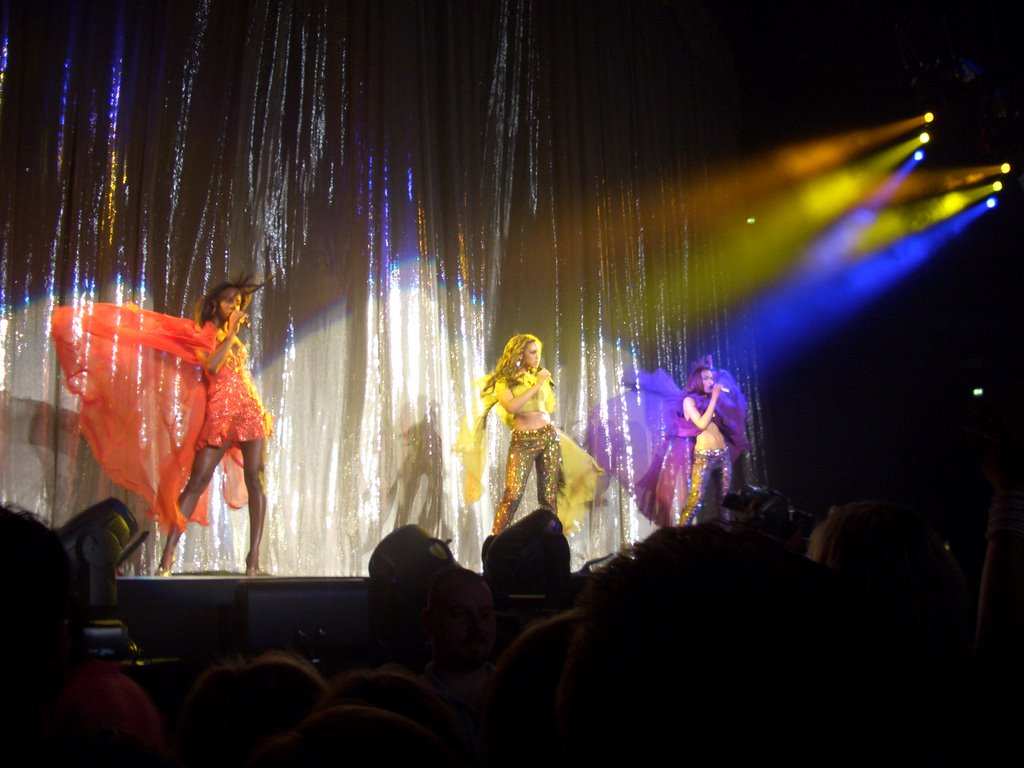
Nhóm Destiny's Child đang trình diễn ca khúc "Say My Name" trong tour lưu diễn

Tour diễn đã bắt đầu tại Hiroshima, Nhật Bản vào ngày 9 tháng 4 năm 2005 và kết thúc tại Vancouver, Canada vào ngày 10 tháng Chín.
Trong suốt quá trình thực hiện, Destiny's Child đã được tài trợ bởi hãng thức ăn nhanh McDonald's Corporation, và họ đã trình diễn những đĩa đơn quán quân của mình như "No, No, No", "Survivor", "Say My Name", "Independent Women" và "Lose My Breath". Ngoài ra, nhóm còn trình diễn solo với những ca khúc mà họ đã phát hành vào năm 2002-2003 khi lập nên kế hoạch phát hành album đầu tay của mình, đáng chú ý nhất là phần trình diễn của Beyoncé Knowles với ca khúc thành công Dangerously in Love. Sân khấu được thiết kế 360 độ vì thế khán giả ở mọi góc độ đều có thể thấy rõ màn hình. Xen kẽ những mà trình diễn là những tiết mục vũ đạo nhỏ của những vũ công trong khi nhóm đang thay trang phục; những trang phục này thường được thiết kế với họa tiết lấp lánh và được thiết kế bởi Tina Knowles, mẹ của Beyoncé, cùng nhãn hiệu House of Deréon. Một phần trình diễn đặc biệt, nhóm đã trình diễn ca khúc "One Night Only (Disco)" với phần phục trang ba màu (Beyoncé trong màu vàng, Kelly trong màu đỏ, Michelle trong màu tím) để tưởng nhớ đến vở kịch Broadway Dreamgirls.
Ngoài ra, tại Bắc Mỹ còn kèm theo nhiều phần trình diễn ủng hộ là Amerie, Mario, và Tyra Bolling.

### Tuyên bố tan rã
Vào ngày 11 tháng 6 năm 2004, tại buổi diễn ở Palau Sant Jordi tại Barcelona, Tây Ban Nha, Kelly Rowland đã công bố trước 16,000 khán giả họ sẽ chính thức tan rã khi phát biểu: "Đây chính là lần cuối cùng bạn nhìn thấy Destiny's Child trên sân khấu". Nhưng Destiny's Child vẫn cho rằng cái tên Destiny Fulfilled (Tạm dịch: Sứ mệnh Hoàn tất) là một sự trùng hợp. Trong khi thực hiện album, họ đã có ý định rằng đây chính câu chuyện 14 năm hoạt động của nhóm, và nay các thành đang đi theo những con đường của riêng mình. Knowles đã phát biểu rằng sứ mệnh của họ đã sẵn sàng để hoàn tất. Nhóm đã gửi một lá thư đến kênh MTV và nói về sự tan rã:

Chúng tôi đã làm việc cùng nhau từ lúc 9 tuổi, và cùng nhau đi lưu diễn lúc 14 tuổi. Sau một hồi trò chuyện thận mật, chúng tôi đã nhận ra rằng tour diễn gần đây đã cho nhóm cơ hội để rời xa Destiny's Child trên đỉnh cao của sự nghiệp, với tình bạn kèm theo sự biết ơn đến âm nhạc của chúng tôi, người hâm mộ của chúng tôi và nhiều thứ khác nữa. Sau những năm tuyệt vời làm việc cùng nhau, chúng tôi đã nhận ra rằng đây chính là thời điểm mà chúng tôi phải tự lực đi theo con đường solo thật nghiêm túc...Dù có chuyện gì xảy ra, chúng tôi sẽ luôn yêu quý nhau như những người bạn, như chị em và luôn ủng hộ nhau như những người nghệ sĩ thực thụ. Chúng tôi muốn cảm ơn những người hâm mộ của vì tình yêu và sự ủng hộ vĩ đại của họ, nhóm mong sẽ gặp tất cả các bạn khi chúng tôi đang hoàn tất sứ mệnh của mình.
—Destiny's Child, MTV

### Đánh giá chuyên môn
Teen Music đã nhận xét buổi diễn của nhóm "là một chương trình cho tất cả năm giác quan."

## Danh sách ca khúc
1. "Say My Name"
2. "Independent Women Part I"
3. "No, No, No Part 2"
4. "Bug A Boo"
5. "Bills, Bills, Bills"
6. "Bootylicious"
7. "Jumpin' Jumpin'"

- Phần giới thiệu The Definition of a Soldier - Phần nhảy của Vũ công nam

1. "Soldier"

- Đoạn nhạc mở đầu của Dilemma

1. "Dilemma" (phần hát của Kelly)
2. "Do You Know" (phần hát của Michelle)
3. "Baby Boy" (phần hát của Beyoncé)
4. "Naughty Girl" (phần hát của Beyoncé)

- Thay phục trang

1. "Cater 2 U"

- Phần giới thiệu Girl Talk

1. "Girl"
2. "Free"
3. "If"
4. "Through With Love"

- Beyoncé & Michelle thay phục trang

1. "Bad Habit" (phần hát của Kelly)

- Kelly thay phục trang

1. "Dangerously In Love" (phần hát của Beyoncé)
2. "Crazy in Love" (phần hát của Beyoncé)

- Phần nhảy Salsa (gồm "Get Right", "Goodies", "1 Thing" và "Crazy in Love")

1. "Survivor"

- Thay phục trang

1. "Lose My Breath"

## Phát sóng và ghi hình
Destiny's Child: Live in Atlanta sau đó đã được phát hành với màn trình diễn của nhóm được quay tại Atlanta ở Philips Arena vào ngày 15 tháng 7 năm 2005 và được phát hành vào ngày 28 tháng 3 năm 2006. Hiệp hội RIAA đã trao tặng cho DVD đĩa Bạch kim.
Buổi diễn sau đó cũng đã được kênh BET trình chiếu đặc biệt tại Mỹ, trên kênh 4 tại Anh và kênh ẠT tại Hà Lan.

## Lịch diễn
| Châu Á              |                       |             |                                 |
| 9 tháng 4 năm 2005  | Hiroshima             | Nhật Bản    | Hiroshima Sun Plaza             |
| 11 tháng 4 năm 2005 | Osaka                 | Nhật Bản    | Hội trường Osaka-jō             |
| 12 tháng 4 năm 2005 | Nagoya                | Nhật Bản    | Nagoya Rainbow Hall             |
| 14 tháng 4 năm 2005 | Tokyo                 | Nhật Bản    | Nippon Budokan                  |
| 15 tháng 4 năm 2005 | Tokyo                 | Nhật Bản    | Nippon Budokan                  |
| 16 tháng 4 năm 2005 | Yokohama              | Nhật Bản    | Yokohama Arena                  |
| Úc                  |                       |             |                                 |
| 27 tháng 4 năm 2005 | Brisbane              | Úc          | Brisbane Entertainment Centre   |
| 28 tháng 4 năm 2005 | Sydney                | Úc          | Sydney Super Dome               |
| 29 tháng 4 năm 2005 | Adelaide              | Úc          | Adelaide Entertainment Centre   |
| 30 tháng 4 năm 2005 | Melbourne             | Úc          | Rod Laver Arena                 |
| Trung Đông          |                       |             |                                 |
| 12 tháng 5 năm 2005 | Dubai                 | UAE         | Dubai Media City                |
| Châu Âu             |                       |             |                                 |
| 14 tháng 5 năm 2005 | Saint-Jean-Cap-Ferrat | Pháp        | Một bữa tiệc Cá nhân            |
| 15 tháng 5 năm 2005 | Oslo                  | Na Uy       | Oslo Spectrum                   |
| 17 tháng 5 năm 2005 | Stockholm             | Thụy Điển   | Globen                          |
| 19 tháng 5 năm 2005 | Hamburg               | Đức         | Colorline Arena                 |
| 21 tháng 5 năm 2005 | Stuttgart             | Đức         | Schleyerhalle                   |
| 22 tháng 5 năm 2005 | Hasselt               | Bỉ          | Ethias Arena                    |
| 23 tháng 5 năm 2005 | Rotterdam             | Hà Lan      | Ahoy' Rotterdam                 |
| 24 tháng 5 năm 2005 | Rotterdam             | Hà Lan      | Ahoy' Rotterdam                 |
| 26 tháng 5 năm 2005 | Milan                 | Ý           | Filaforum                       |
| 27 tháng 5 năm 2006 | Geneva                | Thụy Sĩ     | SEG Geneva Arena                |
| 28 tháng 5 năm 2005 | Paris                 | Pháp        | Cung thể thao Paris-Bercy       |
| 30 tháng 5 năm 2005 | Frankfurt             | Đức         | Festhalle                       |
| 31 tháng 5 năm 2005 | Köln                  | Đức         | Kölnarena                       |
| 2 tháng 6 năm 2005  | London                | Anh         | Earls Court Exhibition Centre   |
| 3 tháng 6 năm 2005  | London                | Anh         | Earls Court Exhibition Centre   |
| 5 tháng 6 năm 2005  | Birmingham            | Anh         | National Indoor Arena           |
| 6 tháng 6 năm 2005  | Manchester            | Anh         | MEN Arena                       |
| 7 tháng 6 năm 2005  | Sheffield             | Anh         | Hallam FM Arena                 |
| 9 tháng 6 năm 2005  | Dublin                | Ireland     | Lansdowne Road                  |
| 11 tháng 6 năm 2005 | Barcelona             | Tây Ban Nha | Palau Sant Jordi                |
| Bắc Mỹ              |                       |             |                                 |
| 2 tháng 7 năm 2005  | New Orleans           | Mỹ          | Louisiana Superdome             |
| 9 tháng 7 năm 2005  | St. Louis             | Mỹ          | Savvis Center                   |
| 10 tháng 7 năm 2005 | Memphis               | Mỹ          | FedExForum                      |
| 12 tháng 7 năm 2005 | Nashville             | Mỹ          | Gaylord Entertainment Center    |
| 15 tháng 7 năm 2005 | Atlanta               | Mỹ          | Philips Arena                   |
| 16 tháng 7 năm 2005 | Tampa                 | Mỹ          | St. Pete Times Forum            |
| 20 tháng 7 năm 2005 | Pittsburgh            | Mỹ          | Mellon Arena                    |
| 22 tháng 7 năm 2005 | Charlotte             | Mỹ          | Verizon Amphitheatre            |
| 23 tháng 7 năm 2005 | Virginia Beach        | Mỹ          | Verizon Amphitheatre            |
| 24 tháng 7 năm 2005 | Raleigh               | Mỹ          | Alltel Pavilion at Walnut Creek |
| 28 tháng 7 năm 2005 | Albany                | Mỹ          | Pepsi Arena                     |
| 29 tháng 7 năm 2005 | New York City         | Mỹ          | Madison Square Garden           |
| 30 tháng 7 năm 2005 | Uniondale             | Mỹ          | Nassau Coliseum                 |
| 31 tháng 7 năm 2005 | Washington, D.C.      | Mỹ          | MCI Center                      |
| 3 tháng 8 năm 2005  | Uncasville            | Mỹ          | Mohegan Sun Arena               |
| 5 tháng 8 năm 2005  | Philadelphia          | Mỹ          | Wachovia Center                 |
| 6 tháng 8 năm 2005  | Boston                | Mỹ          | TD Banknorth Garden             |
| 7 tháng 8 năm 2005  | Hershey               | Mỹ          | Hersheypark Stadium             |
| 9 tháng 8 năm 2005  | Montreal              | Canada      | Bell Centre                     |
| 10 tháng 8 năm 2005 | Toronto               | Canada      | Air Canada Centre               |
| 12 tháng 8 năm 2005 | Cleveland             | Hoa Kỳ      | Gund Arena                      |
| 13 tháng 8 năm 2005 | Columbus, OH          | Hoa Kỳ      | Nationwide Arena                |
| 14 tháng 8 năm 2005 | Auburn Hills          | Hoa Kỳ      | The Palace of Auburn Hills      |
| 15 tháng 8 năm 2005 | Chicago               | Hoa Kỳ      | Charter One Pavilion            |
| 19 tháng 8 năm 2005 | San Antonio           | Hoa Kỳ      | SBC Center                      |
| 20 tháng 8 năm 2005 | Houston               | Hoa Kỳ      | Trung tâm Toyota                |
| 21 tháng 8 năm 2005 | Dallas                | Hoa Kỳ      | Trung tâm American Airlines     |
| 23 tháng 8 năm 2005 | Denver                | Hoa Kỳ      | Pepsi Center                    |
| 26 tháng 8 năm 2005 | Las Vegas             | Hoa Kỳ      | Mandalay Bay Events Center      |
| 27 tháng 8 năm 2005 | Phoenix               | Hoa Kỳ      | America West Arena              |
| 28 tháng 8 năm 2005 | Albuquerque           | Hoa Kỳ      | Journal Pavilion                |
| 1 tháng 9 năm 2005  | Anaheim               | Hoa Kỳ      | Arrowhead Pond                  |
| 2 tháng 9 năm 2005  | Los Angeles           | Hoa Kỳ      | Trung tâm Staples               |
| 3 tháng 9 năm 2005  | Oakland               | Hoa Kỳ      | Oakland Arena                   |
| 4 tháng 9 năm 2005  | Reno                  | Hoa Kỳ      | Reno Events Center              |
| 7 tháng 9 năm 2005  | Spokane               | Hoa Kỳ      | Spokane Arena                   |
| 9 tháng 9 năm 2005  | Seattle               | Hoa Kỳ      | KeyArena                        |
| 10 tháng 9 năm 2005 | Vancouver             | Canada      | GM Place                        |

Chương trình ngày 2 tháng Bảy tại New Orleans là một phần của Essence Music Festival

## Thực hiện
| Chỉ đạo Thiết kế - Beyoncé Knowles (Chỉ đạo Chương trình/Sân khấu/Biên đạo múa) - Kelly Rowland (Chỉ đạo Chương trình/Sân khấu/Biên đạo múa - Michelle Williams (Chỉ đạo Chương trình/Sân khấu/Biên đạo múa - Kim Burse (Chỉ đạo Thiết kế) - Frank Gatson Jr. (Chỉ đạo Chương trình/Chỉ đạo Thiết kế/Biên đạo múa Biên đạo múa - Destiny's Child - Frank Gatson Jr. - LaVelle Smith Jr. Quản lý Sản xuất - Harold Jones Thiết kế phục trang và Nhà tạo mẫu - Tina Knowles - Ty Hunter (Phụ trách Tạo mẫu) Quản lý Tour diễn - Alan Floyd - Omar Grant (Phụ trách Quản lý Tour diễn) Ban nhạc - Lanar "Kern" Brantley (Chỉ đạo Âm nhạc, Bass) - Shawn Carrington (Gutar) - Jeff Motlet (Đàn Keyboards) - Luke Austin (Đàn Keyboards) - Gerald Heyward (Trống) | Vũ công - Anthony Burrell (Chỉ đạo Đội nhảy Nam) Bảo vệ - Richard Alexander Quảng bá Tour diễn - Live Nation & Haymon Concerts - Nam Mỹ - AEG Live - châu Âu Tài trợ - McDonalds - BET |